# 慶州ナザレ園
慶州ナザレ園（けいしゅうナザレえん）は韓国慶尚北道慶州市にある施設。1945年の終戦後、朝鮮半島残留・渡航した日本人女性（在韓日本人妻）の一時避難場所を目的として設置されたが、日本に身請け人のいない日本人女性達が帰国できずに施設に残り、やがて養老院の体を成していった。

## 概要
1945年（昭和20年）8月に終戦を迎えた後、満州・朝鮮から大量の日本人が日本に帰国して行った。しかし朝鮮人（当時）と婚姻した日本人女性の中には、朝鮮半島南部に残留または夫と共に渡航することを選択した者がいる。
しかし、解放を迎えた朝鮮で日本人を妻にしていることが社会的重荷となって日本人妻を捨てたり、妾として迎えられた日本人妻がその処遇に耐えられなくなって家を出たり、または1950年（昭和25年）に勃発した朝鮮戦争で夫と死別する等によって、独り身になったまま生活する日本人女性が日本に帰国できないまま取り残された。慶州ナザレ園はそうした日本人妻を援助するために設立されたものである。直接的なきっかけは、設立者の金龍成（キム・ヨンソン）が、貧困を理由に韓国で服役した日本人妻の身元引受人となったことだった。
慶州ナザレ園は1972年（昭和47年）10月1日、「帰国者寮ナザレ園」として社会福祉法人の認可を受け、10月5日に入居が始まった。設立に関わったのは日本の茨城県那珂市で「社会福祉法人ナザレ園」を経営する菊池政一と韓国老人施設協会の会長金龍成である。仏国寺中学校を買収して施設を設置した。最初の入居者数は7名であった。
慶州ナザレ園の役割は、日本に帰国できていない日本人（ほとんどが朝鮮人と結婚した日本人女性）の保護と、彼女達の国籍の確認、帰国の意思がある場合は日本国内にいる身元引受人の調査である。
朝鮮半島に取り残された日本人妻の多くは当時の強い反日思想のため日本人であることを隠して生活していた。そのため、日本政府もその実態を把握しておらず、活発な活動をしていた在韓日本婦人組織「芙蓉会」の調査で存在が確認されるケースが多かった。彼女達は日本では死亡扱いされていたり、国籍を失っていたり、または生きるために朝鮮戦争の混乱を利用して韓国籍を取得していたりしていたために、その身分を証明することは容易ではなかったが、金龍成をはじめとする支援者の協力で直接間接を含めて百数十名を日本に帰国させている。しかし、ナザレ園に滞在する日本人妻の何人かは、日本に身元引受人がおらず、また本人も日本に帰国する意思がないため、実質的に養老院の体を成している。
2003年（平成15年）に逝去した金龍成から園長職を引き継いだ宗美虎は、「身寄りをなくした日本人妻たちを長年にわたり献身的に支え続け、日韓の友好に寄与した功績」により2007年（平成19年）11月に日本政府から旭日双光章を受章している。

## 場所
慶尚北道慶州市九政洞616-51